# Ostrzyca (Pogórze Kaczawskie)
Ostrzyca (niem. Spitzberg) – wzgórze o wysokości 501 m n.p.m. w południowo-zachodniej Polsce na Pogórzu Kaczawskim będącym częścią Pogórza Zachodniosudeckiego.

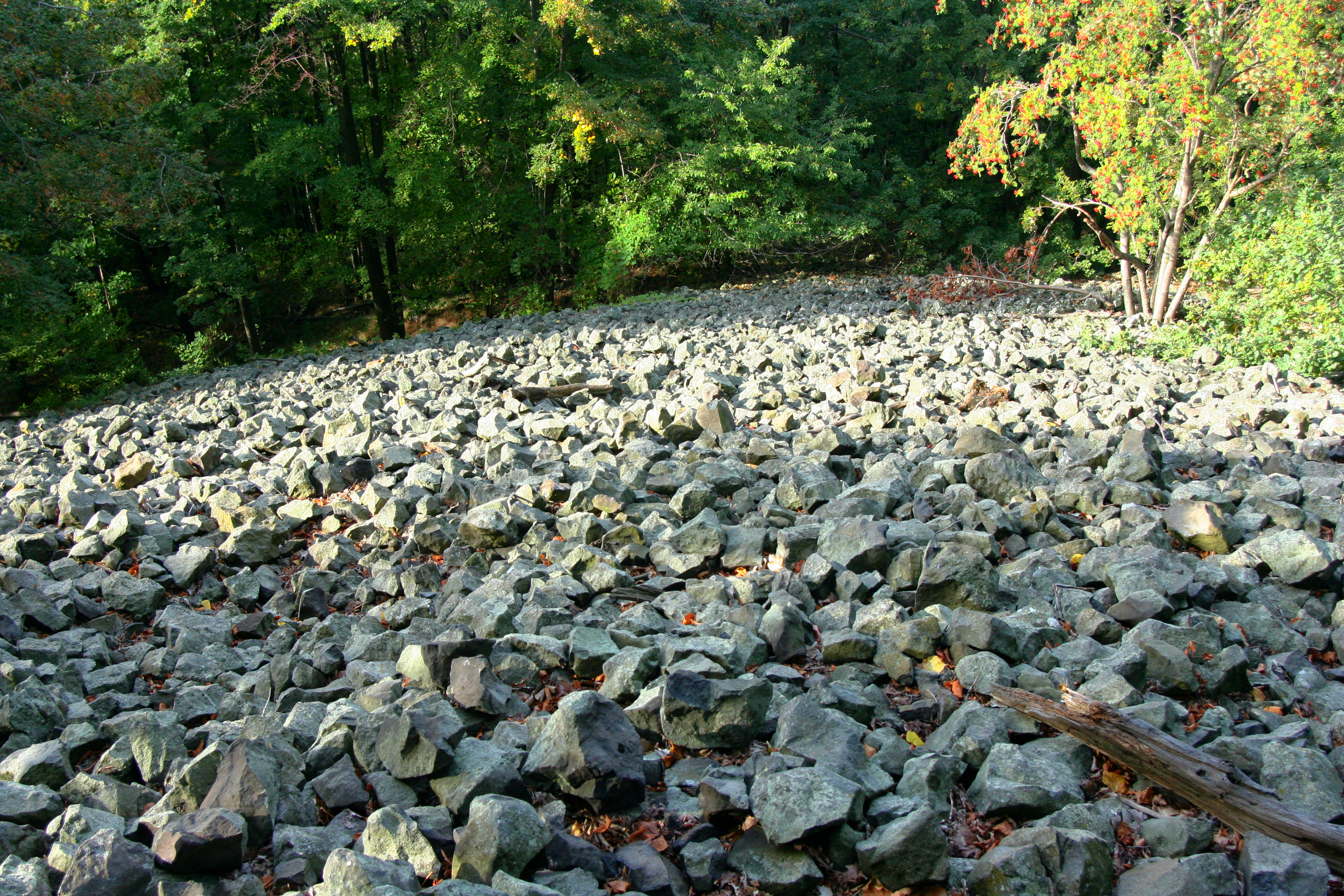
Gołoborze na stokach Ostrzycy

## Położenie
Wzniesienie położone jest w południowo-zachodniej części Pogórza Kaczawskiego, na Wysoczyźnie Ostrzycy, w województwie dolnośląskim, w powiecie złotoryjskim, w gminie Pielgrzymka, około 2,5 km na południowy zachód od miejscowości Proboszczów.

## Charakterystyka
Wzniesienie o wulkanicznym rodowodzie w kształcie stożka wznosi się w środkowo-zachodniej części Wysoczyzny Ostrzycy, wyraźnie odróżniając się od płaskiego krajobrazu. Z oddali przypomina japońską Fudżijamę. Ostrzyca w dolnej partii jest zbudowana z czerwonych permskich zlepieńców i piaskowców gruboziarnistych, przez które przebijają się mioceńskie wulkanity stanowiące część rdzenia dawnego wulkanu wypełnionego zastygniętą magmą. Stanowi ją bazanit, skała z rodziny bazaltów. Bazanit to zasadowa skała wulkaniczna, barwy ciemnej, prawie czarnej, o teksturze afanitowej lub porfirowej. Od typowych bazaltów różni się większą zawartością oliwinu i obecnością skaleniowców. Bazanit budujący wzniesienie jest spękany tworzy regularne i nieregularne słupy. Na szczycie wzniesienia występują malownicze skałki. Duży kompleks skalny na wschodnim stoku nosi nazwę Małej Ostrzycy. 
Niższe partie zbocza, poniżej gołoborzy,  pokrywają utwory soliflukcyjne, a u podnóża występują osady glacjalne, fluwioglacjalne. Wzniesienie porośnięte w całości lasem, skalne zbocza porasta z trudem wciskający się między skały, las odroślowy, który tworzy: jawor, jesion, lipa, wiąz i w mniejszych ilościach dąb. Niżej występuje świerk i brzoza. W szczytowej partii wzniesienia położonej powyżej 450 m n.p.m., utworzono rezerwat przyrody Ostrzyca Proboszczowicka o powierzchni 3,81 ha, w którym przede wszystkim chronione jest bazaltowe gołoborze i porastająca je roślinność naskalna. Sam szczyt, będący dominantą wysokościową okolicy, stanowi dobry punkt widokowy. Góra przy dobrej pogodzie jest widoczna z Karkonoszy.

## Inne
- Wzniesienie stanowi relikt dawnego wulkanizmu, jest pozostałością komina wygasłego trzeciorzędowego wulkanu (nek).
- W trakcie transgresji lądolodu na Pogórze Kaczawskie wzniesienie mogło stanowić skalisty nunatak wystający z lądolodu na niewielką wysokość.
- Ostrzyca jest najwyższym wzniesieniem Pogórza Kaczawskiego.
- Ze względu na charakterystyczny stożkowy kształt wzniesienie nazywane jest Śląską Fudżijamą.
- Poszczególne zbocza wzgórza w związku z różną ekspozycją w stosunku do słońca posiadają odmienne warunki mikroklimatyczne, w związku z czym wzniesienie zasiedlone jest przez różnorodne zbiorowiska roślinne.

## Turystyka
Przez teren wzniesienia prowadzą szlaki turystyczne:
- zielony – fragment Szlaku Zamków Piastowskich prowadzący z Wlenia do Zamku Grodziec.
- żółty – fragment Szlaku Wygasłych Wulkanów prowadzący z Myśliborza do Złotoryi.
- czerwony – Dworek na Ostrzycę.
- Szczyt należy do Korony Sudetów Polskich.